# سرقة كارلتون كان 2013
عملية سرقة المجوهرات في كان عبارة عن عملية سطو مسلح على فندق كارلتون إنتركونتيننتال  في كان ، وهي مدينة تقع على الريفييرا الفرنسية . سرق اللص أحجارًا كريمة وساعات قُدّرت قيمتها الإجمالية بـ 136 مليون دولار (103 مليون يورو/89 مليون جنيه إسترليني). (في التقديرات الأولية، بلغت القيمة 53 مليون دولار فقط(37-38 مليون يورو/33-34 مليون جنيه إسترليني)، حيث لم تكن قد أخذت في الحسبان غرفة أخرى داخل الفندق).

## عملية السرقة
تمت سرقة المجوهرات من صالون خاص داخل الفندق، والذي كان حراسه ضعيفي الحراسة وغير مسلحين. كانت المجوهرات معروضة كجزء من عرض أقامه الملياردير ليف أفنيروفيتش ليفايف .
وُصف اللص المسلح بأنه يرتديقبعة بيسبول ووشاحًا، وكان يحمل مسدسًا. أدت السرقة إلى إطلاق حملة مطاردة، لكن لم يتم القبض على أي شخص. تم اقتراح ميلان بوباريك ، المعروف كعضو في عصابة النمر الوردي للجريمة المنظمة، كأحد المشتبه بهم المحتملين، خاصةً أنه فرّ من السجن قبل أيام  من السرقة. وفقًا لتقارير الصحفي الاستقصائي ريان جاكوبس، يعتقد معظم الناس أن اللص من غير المحتمل أن يكون قد تصرف بمفرده.
دخل اللص، الذي كان يحمل مسدسًا، إلى الصالون عبر باب فرنسيقد يكون قد أُجبر على فتحه أو تُرك مفتوحًا. التقط اللص حقيبة تحتوي على 72 قطعة من المجوهرات، وصفت 34 منها بأنها استثنائية، ووضعها في حقيبة سفر. وُصفت هذه السرقة بأنها الأكبر في تاريخ فرنسا، وربما الأكبر على الإطلاق. جدير بالذكر أن السرقة وقعت في نفس الفندق الذي تم فيه تصوير فيلم ألفريد هيتشكوك "القبض على لص" عام 1955.
كانت هذه السرقة الثالثة على الريفيرا خلال فترة قصيرة، بعد سرقة مجوهرات بقيمة 1.4 مليون دولار منمهرجان كان السينمائي، وسرقة قلادة قيمتها 1.9 مليون دولار.

### جائزة
بعد 10 أيام من عملية السرقة، قدمت شركة SW Associates، التي تعمل لصالح شركة التأمينلويدز في لندن، مكافأة قدرها 1.3 مليون دولار (1 مليون يورو) لأول شخص يقدم معلومات تؤدي إلى استعادة المجوهرات المسروقة. كما تم نشر صور لبعض المجوهرات المسروقة.

## روابط خارجية
- صفحة الانتربول عن "الفهود الوردية"